# Пуйи-ан-Осуа
Пуйи́-ан-Осуа́ (фр. Pouilly-en-Auxois) — коммуна во Франции, находится в регионе Бургундия. Департамент коммуны — Кот-д’Ор. Входит в состав кантона Пуйи-ан-Осуа. Округ коммуны — Бон.
Код INSEE коммуны — 21501.

## Население
Население коммуны на 2010 год составляло 1555 человек.
| 1962 | 1968 | 1975 | 1982 | 1990 | 1999 | 2010 |
| ---- | ---- | ---- | ---- | ---- | ---- | ---- |
| 1046 | 1136 | 1198 | 1396 | 1372 | 1496 | 1555 |

## Экономика
В 2010 году среди 928 человек трудоспособного возраста (15—64 лет) 694 были экономически активными, 234 — неактивными (показатель активности — 74,8 %, в 1999 году было 75,1 %). Из 694 активных жителей работали 651 человек (358 мужчин и 293 женщины), безработных было 43 (12 мужчин и 31 женщина). Среди 234 неактивных 58 человек были учениками или студентами, 99 — пенсионерами, 77 были неактивными по другим причинам.